# Die Treppe (1950)
Die Treppe ist ein deutscher Spielfilm aus dem Jahre 1950 von Alfred Braun mit einem von Hilde Körber angeführten Schauspielensemble.

## Handlung
Ein Mietshaus, kurz nach dem Ende des Zweiten Weltkriegs. Die filmtitelgebende Treppe ist der zentrale Ort der Geschichte, auf der sich die Bewohner, ein bunter, zusammengewürfelter Haufen hier gestrandeter Menschen, regelmäßig begegnen. Auf dieser Treppe reden die Mieter während ihrer tagtäglichen Begegnungen über all diejenigen Dinge, die sie betreffen oder sogar belasten. Echte Sorge und giftiger Tratsch wohnen dabei eng beieinander. Im Zentrum des Geschehens steht die alleinerziehende Witwe Frau Weide, die mit ihrem Sohn, dem auf die schiefe Bahn geratenden, kriminellen Sohn Willy rasch überfordert ist. 
Aber da ist auch die junge Annelie Weber, die sich mit ihrem Freund mangels anderer vorhandener Örtlichkeiten zum Rendezvous auf dem Speicher trifft und eines Tages von dem schmierigen Hausmeister Schwebs überrascht und daraufhin von diesem unter Druck gesetzt wird. Oder der gütige alte Herr, den alle nur „Opa“ nennen, und der eine Notunterkunft im Keller gefunden hat. Er ist die gute Seele des Mietshauses, denn „Opa“ ist stets hilfsbereit und erweist sich so manches Mal als „rettender Engel“. Da gibt es aber auch tratschende Nachbarinnen und eine leichtlebige Dame, eine verhärmte alte Jungfer namens Fräulein Zärting und ein dubioser, elegant gekleideter Herr, der allen Frauen nachstellt, um sie auszunehmen. All die Protagonisten dieser Mietshaustreppe erscheinen wie ein buntes Kaleidoskop menschlicher Abgründe im frühen Nachkriegsdeutschland.

## Produktionsnotizen
Die Treppe entstand ab dem 20. Juni (bis Juli) 1950 in Wiesbaden (Atelier- wie Außenaufnahmen) und wurde am 14. September 1950 in Wiesbaden uraufgeführt. Berliner Premiere war am 1. November 1950.
In Österreich wurde der Streifen unter dem Titel Das sündige Haus vertrieben. Bei der Wiederaufführung in Deutschland 1952, bei der der um 135 Meter gekürzte Film eine Altersherabstufung von 18 auf 16 Jahre erfuhr, erhielt Die Treppe mit Verführte Jugend einen neuen Titel.
Hans-Herbert Ulrich übernahm die Produktionsleitung, Fritz Maurischat entwarf die von Paul Markwitz umgesetzten die Filmbauten. Herbert Junghanns war Aufnahmeleiter.
Der Film erhielt in Nordrhein-Westfalen das Prädikat „Künstlerisch hochstehend“.

## Kritiken
„Entstanden in der Phase des Trümmerfilms, entwirft Alfred Braun das Bild einer vom Krieg gezeichneten, disparaten Gesellschaft im Übergang. Im Zwielicht des Treppenhauses herrschen Gier, Niedertracht, Triebhaftigkeit. Ausdruck kollektiven Überlebenswillens? Mit einer für das Adenauer-Kino überraschenden Offenheit thematisiert der Film gesellschaftliche Tabuthemen wie Abtreibung, Ehebruch, Prostitution und sexuellen Missbrauch. Der katholische Filmdienst urteilte: „Wir raten ab!“ – das kommerzielle Todesurteil für ein Werk, das als herausragendes Beispiel filmischen Nachkriegsnaturalismus gelten darf.“
Im Lexikon des Internationalen Films heißt es: „Düstere Verstrickungen, etwa mit der Person eines geilen alten Hausmeisters, verflachen zur Kriminalvariante: Ein Einbrecher wird über die Dächer gejagt und begeht Selbstmord. Der Film verwechselt bisweilen Trübsinn mit Realismus, ist aber als künstlerisch bemühter Nachkriegsversuch einigermaßen bemerkenswert.“